# Татаровское
Татаровское — озеро в России, располагается на территории Кирилловского района Вологодской области.
Площадь водной поверхности озера равняется 0,48 км². Длина береговой линии — 4 км. Уровень уреза воды находится на высоте 117 м над уровнем моря. Максимальная глубина достигает 2 м, средняя глубина — 1,2 м.